# Chazz Palminteri
Calogero Lorenzo Alfredo "Chazz" Palminteri (Nueva York, 15 de mayo de 1952) es un actor y dramaturgo estadounidense nominado al premio Óscar en 1994 por la película Bullets Over Broadway. Es conocido por su actuación en películas como The Usual Suspects, A Bronx Tale y Mulholland Falls.

## Primeros años
Palminteri es de ascendencia italiana; su familia es originaria de Menfi, Agrigento. Sus abuelos, Calogero Palminteri y Rosa Bonfante, se casaron en 1908 y emigraron desde Menfi a Estados Unidos en 1910. Chazz Palminteri nació en el Bronx, Nueva York, en 1952, hijo de Rose, una ama de casa, y Lorenzo Palminteri, conductor de autobús. Durante su camino hacia la actuación, dividía su tiempo trabajando como guardia de seguridad (junto a Dolph Lundgren) y actuando en obras off-Broadway. Su gran éxito llegó en 1988 con su obra A Bronx Tale, la cual sería llevada al cine en 1993.

## Carrera
El Bronx tiene una considerable influencia en su trabajo, particularmente en A Bronx Tale, una obra de 1989 que escribió y luego adaptó al cine en 1993, dirigida y protagonizada por Robert De Niro. La película fue elogiada y catapultó su carrera como actor, y le abrió las puertas de Hollywood, con papeles secundarios en películas como The Usual Suspects de Bryan Singer y Bullets Over Broadway de Woody Allen. Gracias a su participación en la película de Allen fue nominado al Oscar como mejor actor de reparto, pero perdió con Martin Landau (Ed Wood).
Palminteri ha sido elogiado por papeles dramáticos en películas como The Perez Family, Jade de William Friedkin y Diabolique, como también por papeles cómicos por películas como Analyze This y Down to Earth. Además hizo varios comerciales para Coca-Cola Vainilla, donde interpretaba a un jefe de la mafia que amenaza a las celebridades que no aprueban el producto en cuestión. También prestó su voz a varios personajes de películas animadas, entre ellas Hoodwinked! (2006).
Hizo su debut como director con el telefilme Women vs. Men (2002). En 2004 dirigió Noel, protagonizada por Alan Arkin y Susan Sarandon. Entre sus siguientes trabajos se encuentran A Guide to Recognizing Your Saints, Running Scared y Arthur y los Minimoys.

## Vida privada
Palminteri vive en Bedford, Nueva York. Se describe a sí mismo como un católico devoto "muy espiritual". Está casado con la actriz Gianna Ranaudo, con quien tiene dos hijos: Dante Lorenzo (11 de octubre de 1995) y Gabriella Rose (25 de diciembre de 2001). Se declara fanático de los New York Yankees, y a menudo llama a la radio deportiva WFAN (660 AM).

## Filmografía

### Películas
- Home Free All (1984)
- The Last Dragon (1985)
- Oscar (1991)
- Innocent Blood (1992)
- There Goes the Neighborhood (1992)
- A Bronx Tale (1993)
- Bullets Over Broadway (1994)
- The Usual Suspects (1995)
- The Perez Family (1995)
- The Last Word (1995)
- Jade (1995)
- Diabolique (1996)
- Faithful (1996)
- Dante and the Debutante (1996)
- Mulholland Falls (1996)
- Scar City (1998)
- Hurlyburly (1998)
- A Night at the Roxbury (1998)
- Analyze This (1999)
- Stuart Little (1999) (voz)
- Down to Earth (2001)
- La dama y el vagabundo II (2001) (voz)
- One Eyed King (2001)
- Poolhall Junkies (2002)
- One Last Ride (2003)
- Just Like Mona (2003)
- Noel (2004)
- Hoodwinked! (2005) (voz)
- Animal (2005)
- Bullets Over Hollywood (2005)
- In the Mix (2005)
- Running Scared (2006)
- Push (2006)
- A Guide to Recognizing Your Saints (2006)
- Arthur and the Minimoys (2006)
- Little Man (2006)
- Body Armour (2007)
- The Dukes (2007)
- Yonkers Joe (2008)
- Jolene (2008)
- Once More with Feeling (2009)
- Hollywood & Wine (2009)
- The Oogieloves in the Big Balloon Adventure (2011)
- Safe (2011)
- The Stone Pony (2012)
- Mighty Fine (2012)
- Once Upon a Time in Queens (2013)
- Underdogs (2013)
- Henry and Me (2014) (voz)
- Legend (2015)
- Vault (2019)

### Televisión
- Hill Street Blues (1986)
- Glory Years (1987)
- Matlock (1987)
- Dallas (1989)
- Peter Gunn (1989)
- Valerie (1989)
- 1st & Ten: The Championship (1989)
- Wiseguy (1989)
- Sydney (1990)
- Excellent Cadavers (1999)
- Dilbert (1999)
- Boss of Bosses (2001)
- An All-Star Tribute to Brian Wilson (2001)
- Dr. Vegas (2004)
- Kojak (2005)
- Rizzoli & Isles (2010 - 2014)
- Modern Family (2010 - 2019)
- Blue Bloods (2012 - 2013)
- Law & Order: Special Victims Unit (2014)
- The Making of the Mob: New York (2015)
- Kevin Can Wait (2015)
- Voltron: Legendary Defender (2017)
- Godfather of Harlem (2019)
- Law & Order: Organized Crime (2021)

## Premios y distinciones
Premios Óscar
| Año  | Categoría                       | Película              | Resultado |
| ---- | ------------------------------- | --------------------- | --------- |
| 1995 | Óscar al mejor actor de reparto | Bullets Over Broadway | Nominado  |